# Katarzyna Potocka

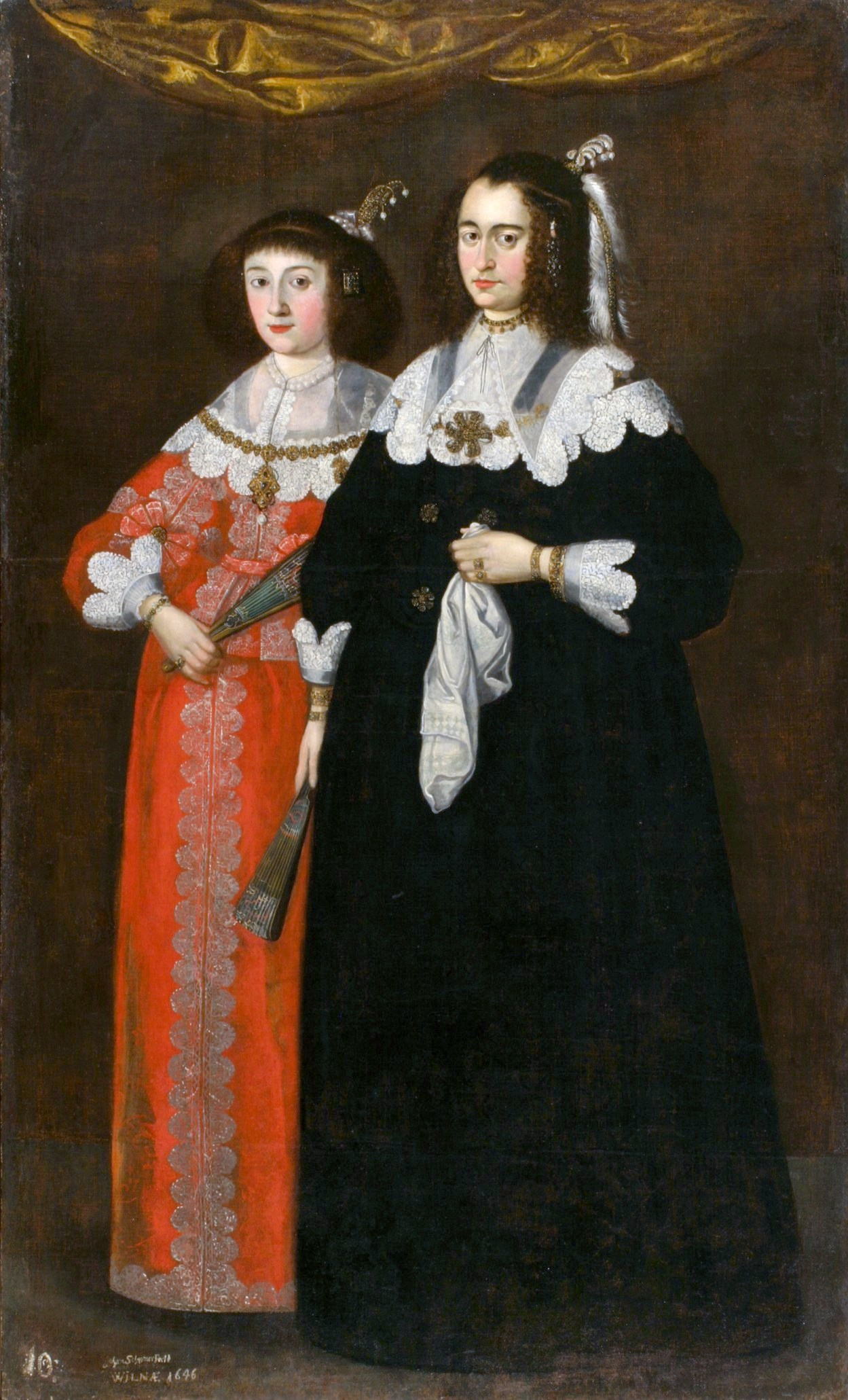
Les épouses de Janusz Radziwiłł : Catherine Potocka (à gauche) et Marie Lupu, peinture de Johann Schröter

Catherine Potocka (en polonais : Katarzyna Potocka et en lituanien : Kotryna Potockytė, décédée le 10 février 1642 à Sloutsk), est une noble polonaise aux armoiries de Piliava, épouse du Grand Hetman de Lituanie (lt), Janusz Radziwiłł.

## Biographie
Son père est Steponas Potocki, voïvode de Bracław, seigneur de Viljandi et Kamieniets, grand scribe de la couronne, général de Podolie. Sa mère est Marie-Amélie Miholaitė, fille de Jeremias Mohila, hospodar moldave. Son frère, Pierre, est capitaine dans l'armée polonaise, seigneur de Sniatyn. Son frère Povilas est diplomate et historien, castellan de Kamianets-Podilskyï. Son frère Jean est diplomate, voïvode de Bracław, colonel dans l'armée polonaise.
En 1638, Catherine épouse Janusz Radziwiłł, grand hetman de Lituanie, duc de Samogitie, voïvode de Vilnius (lt), grand chambellan de Lituanie (lt), seigneur de Kamenec, Kazimieras et Seivai (pl).
Ils ont deux enfants : un garçon, Christophe, et une fille, Anna Maria. Cette dernière meurt à l'âge de deux ans. Janusz Radziwiłł, veuf, épouse Marie Lupu, princesse de Moldavie, en 1646.
Catherine Potockytė-Radvilienė est catholique, et une épitaphe en marbre avec une inscription latine en son honneur est érigée dans la cathédrale de Vilnius.